# Харакі
Харакі (грец. Χαράκι) — селище в Греції, розташоване на східному узбережжі острова Родос. Знаходиться на відстані 38 км на південь від міста Родос і в 13 км на північ від міста Ліндос і приблизно за 100 км від Туреччини. Раніше рибацьке селище, а зараз невеличкий курорт, в якому готелі, ресторани і таверни належать, головним чином, місцевим мешканцям. Має автобусне сполучення із містами Родос і Ліндос.
З північного боку бухти, на березі якої розташований Харакі, на скелях здіймаються руїни фортеці Фераклос, звідки на південь відкривається панорама Харакі та  у далечині міста Ліндос, а на північ — піщаний пляж Агаті.

## Галерея

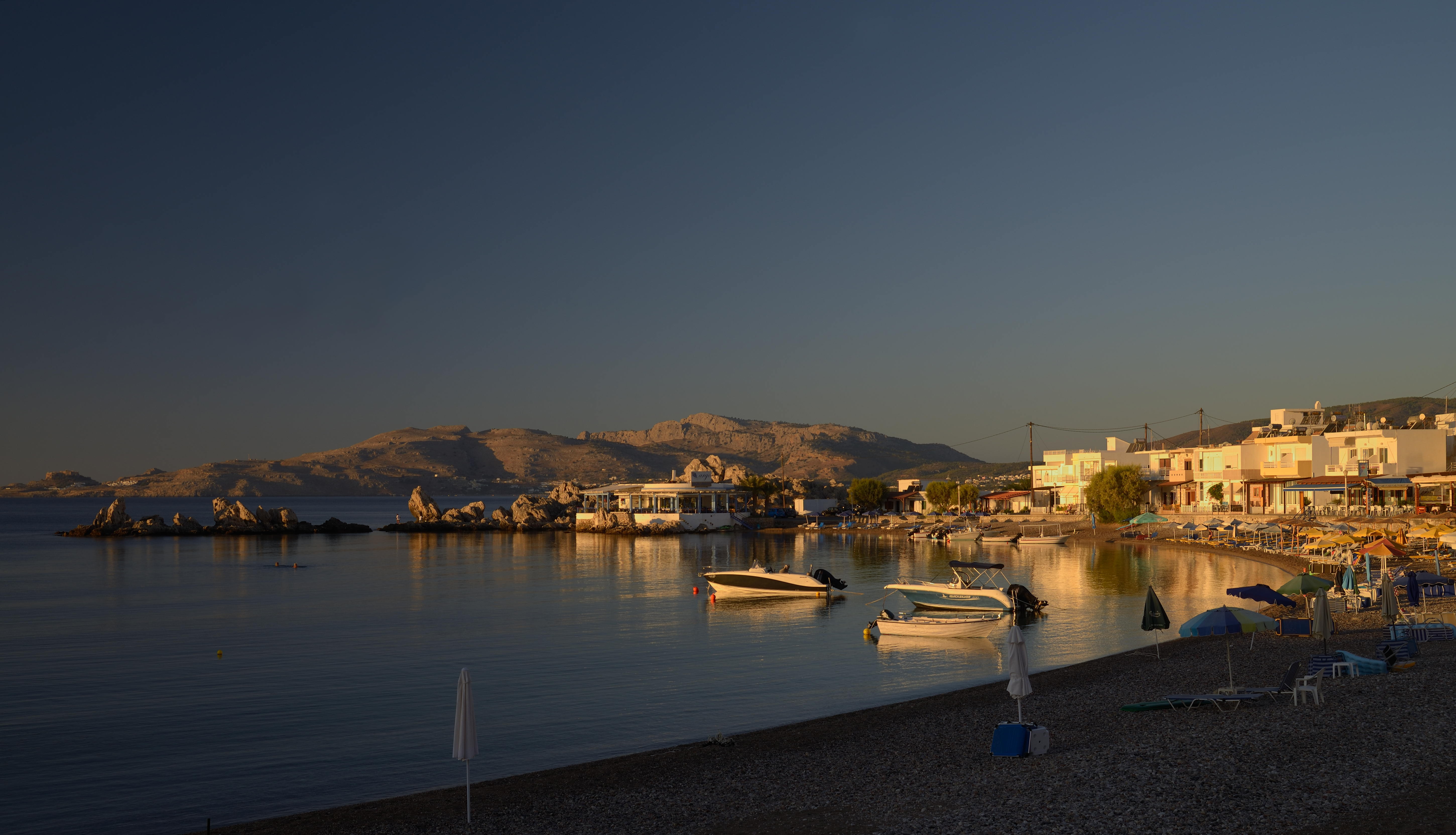
Світання
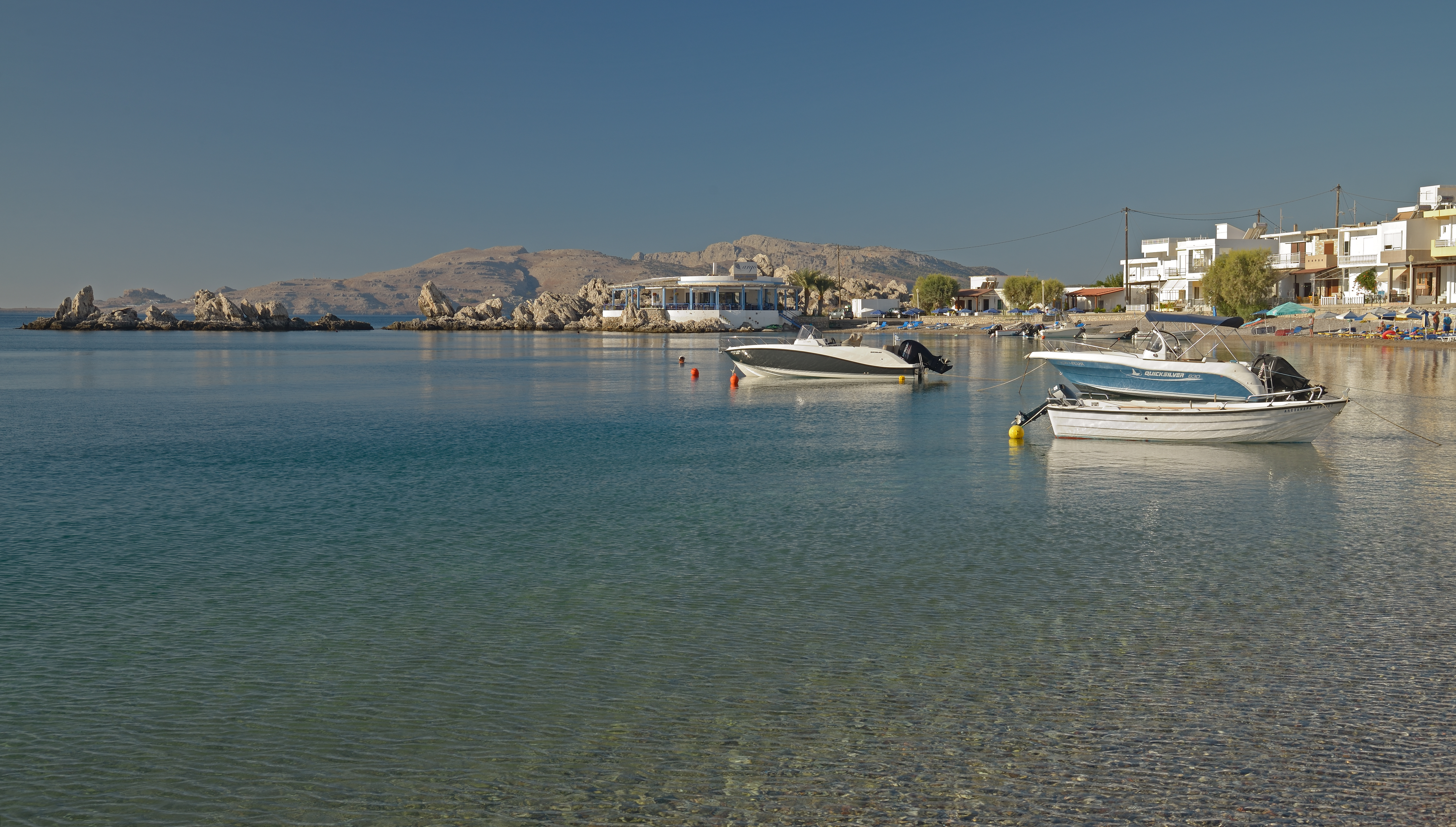
Ранок
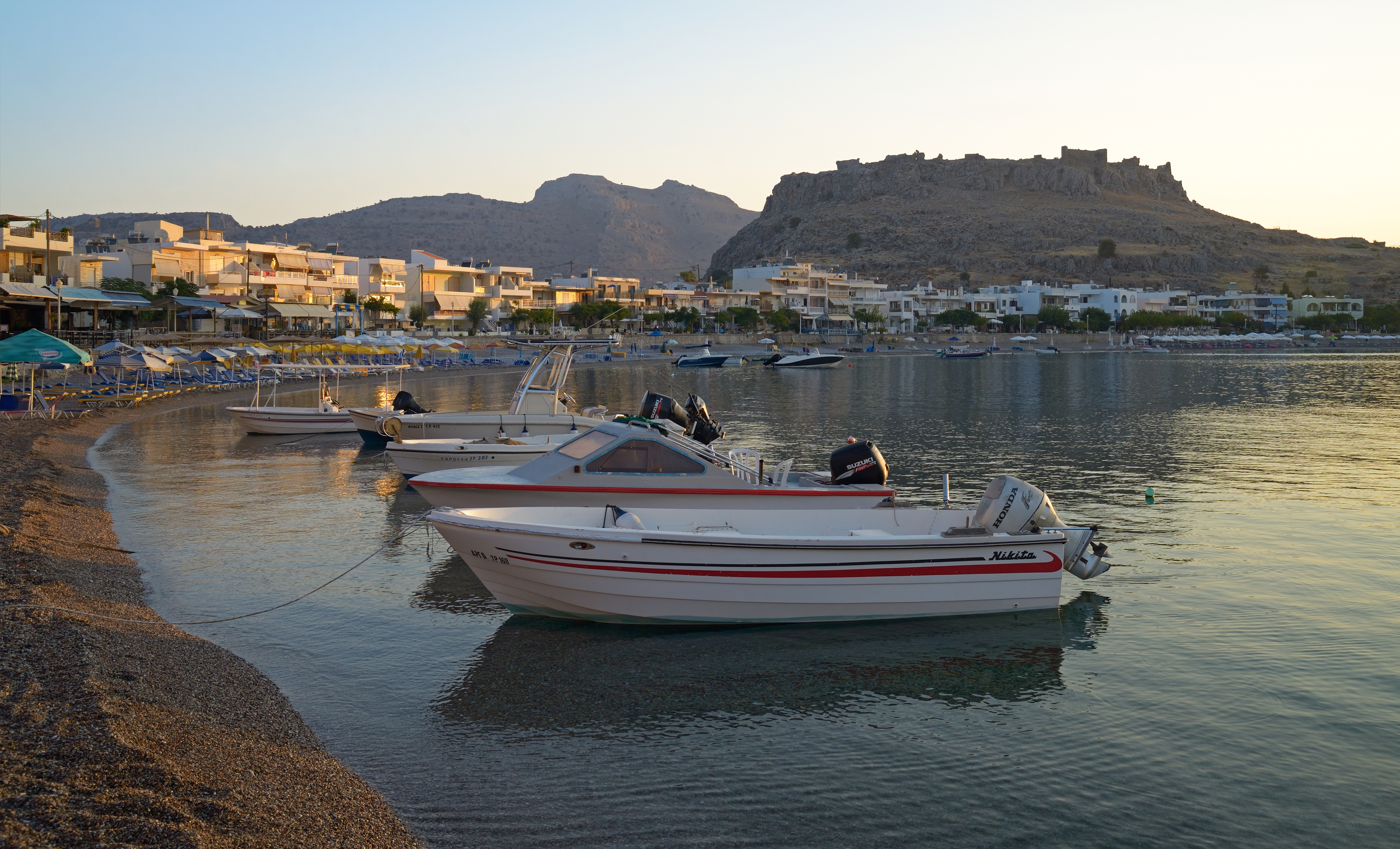
Ранок. Човни
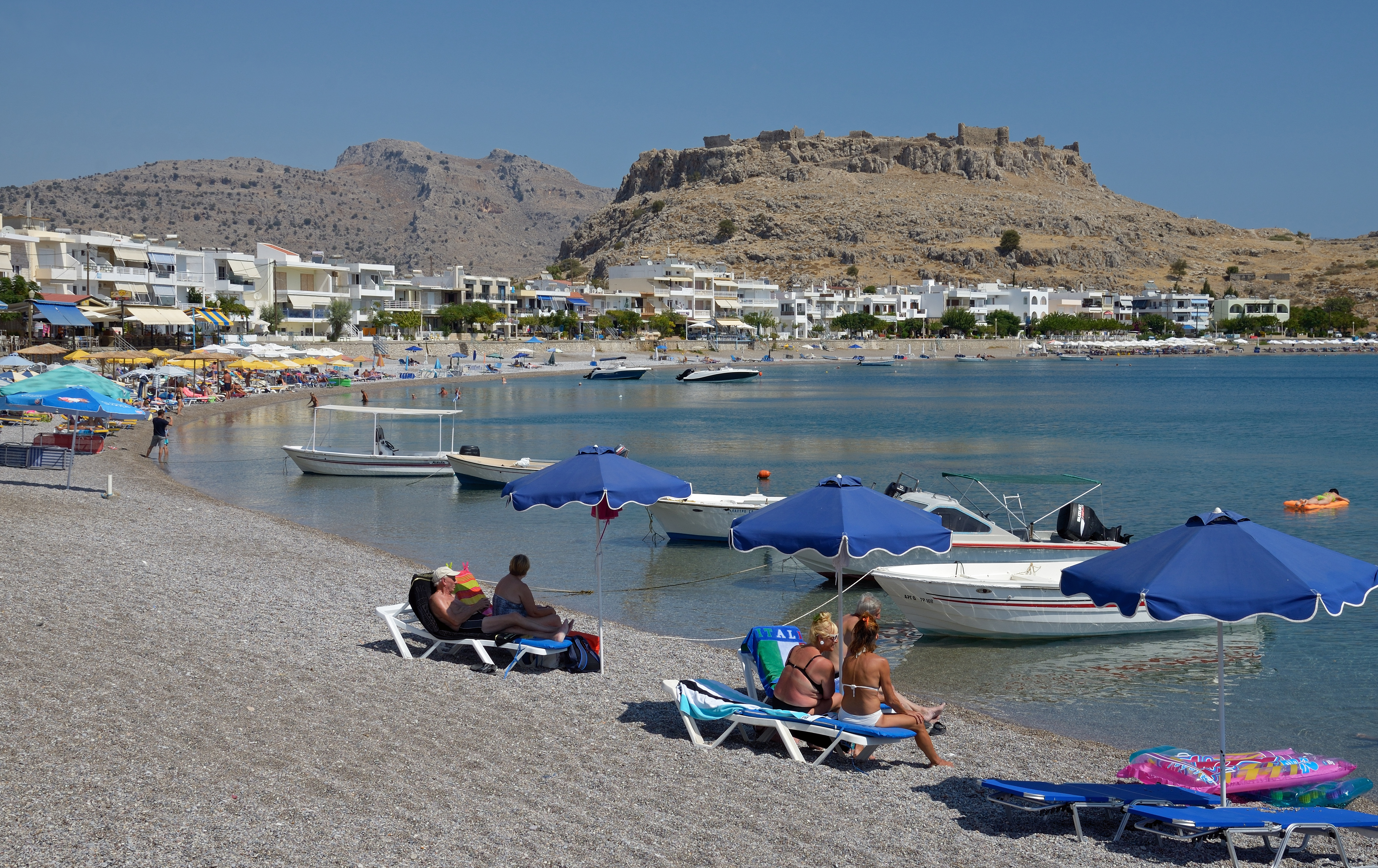
Пляж, на задньому плані Фортеця Фераклос
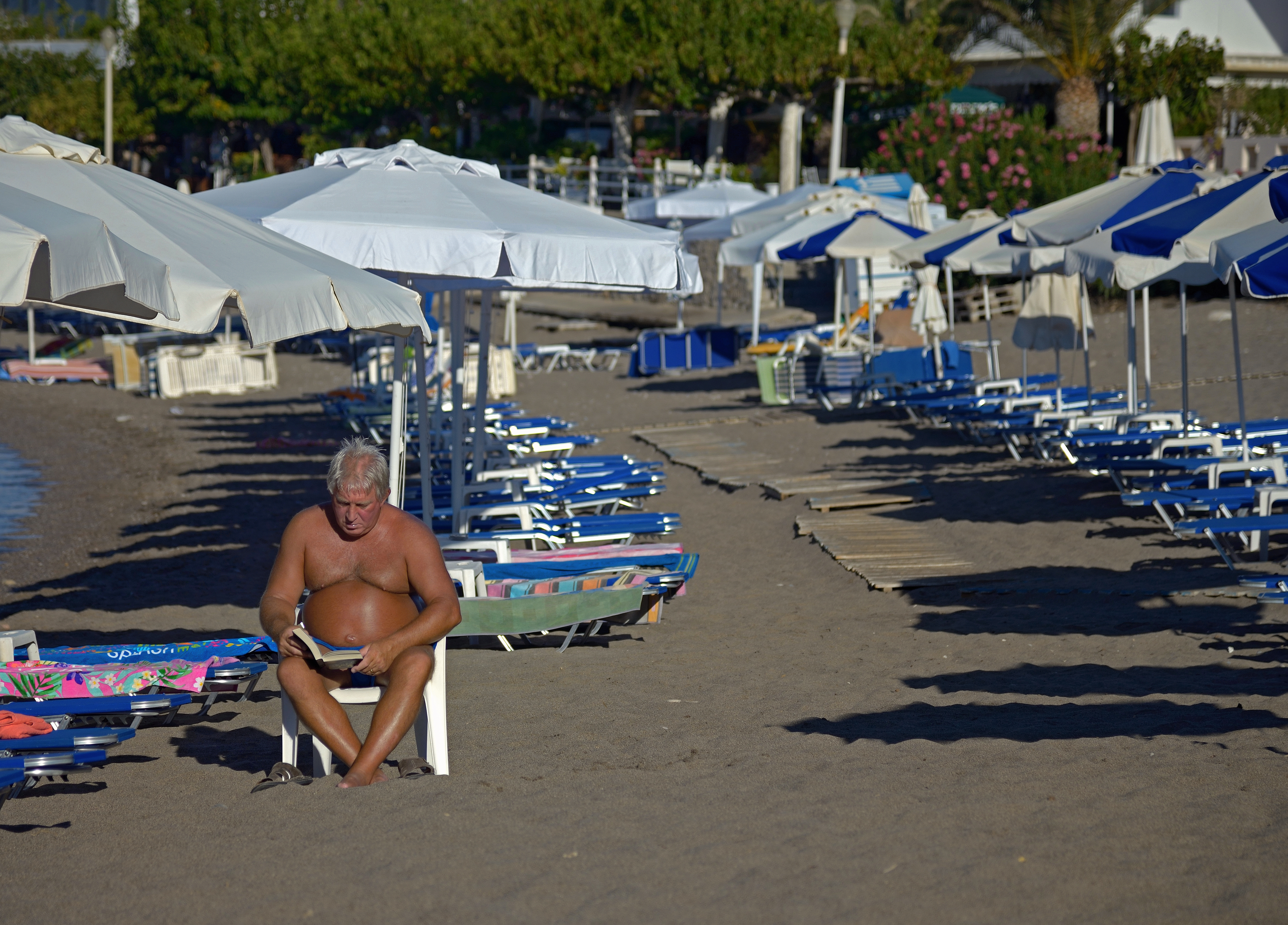
Вранішній відпочивальник
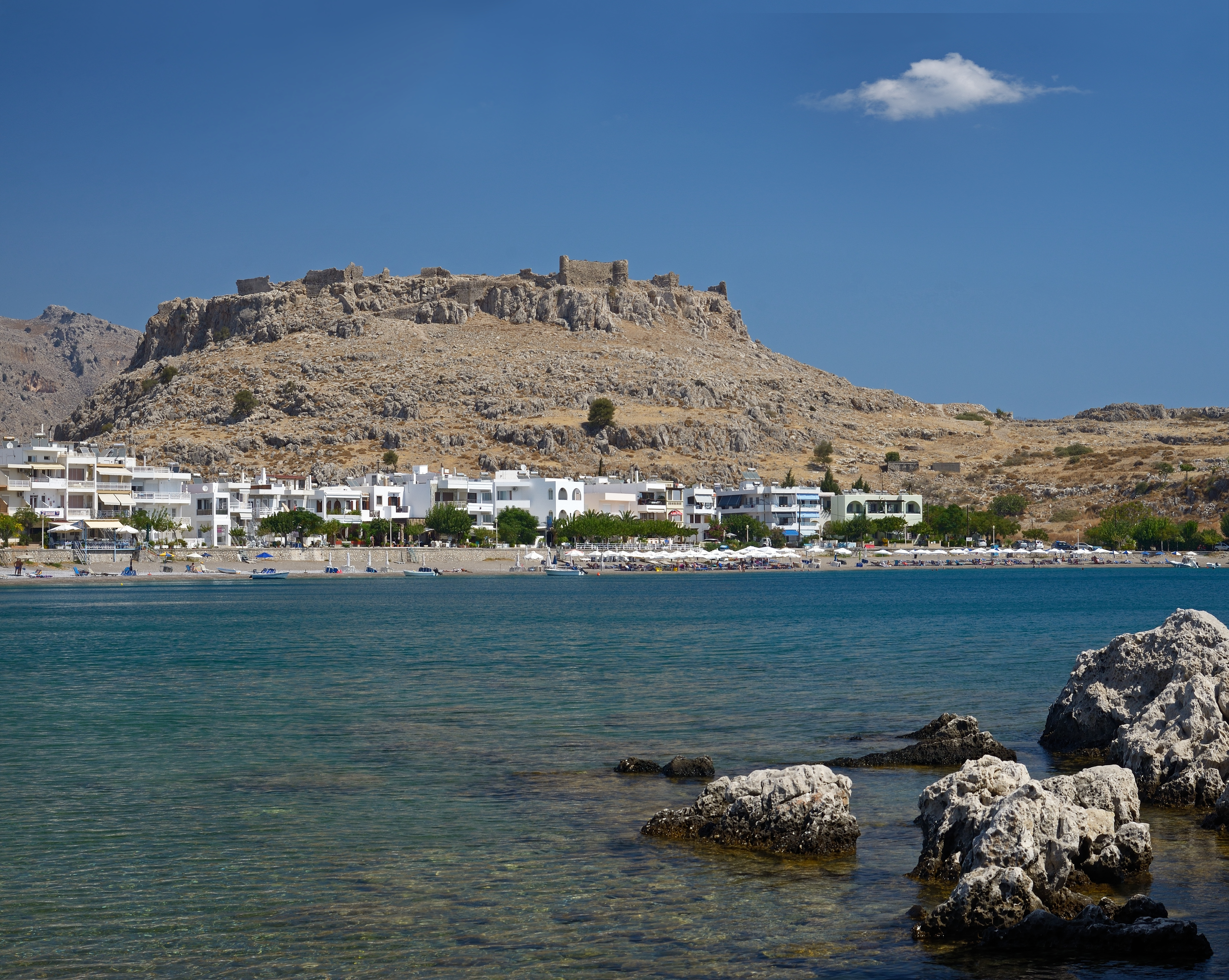
Фераклос
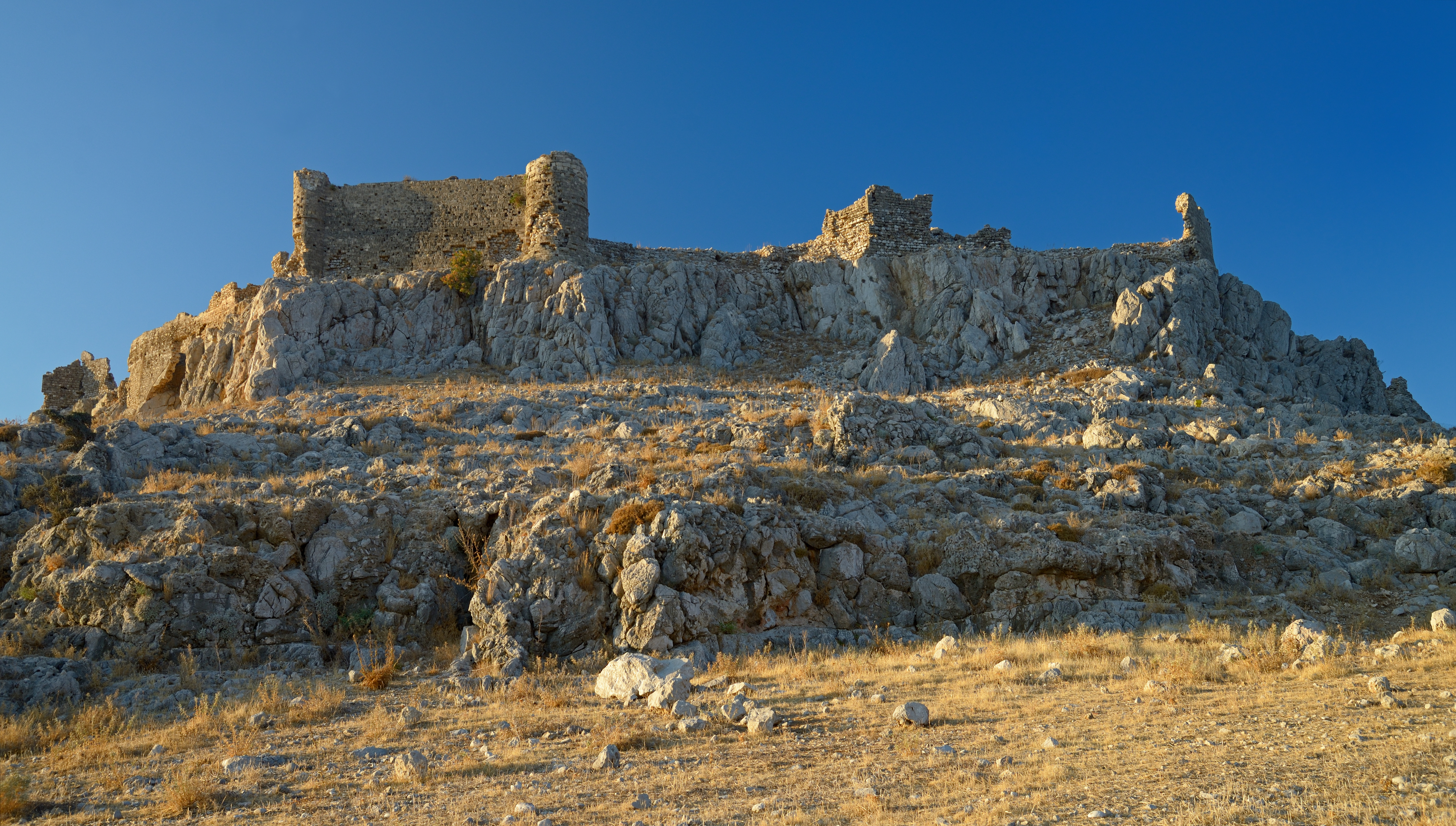
Фортеця Фераклос на закаті
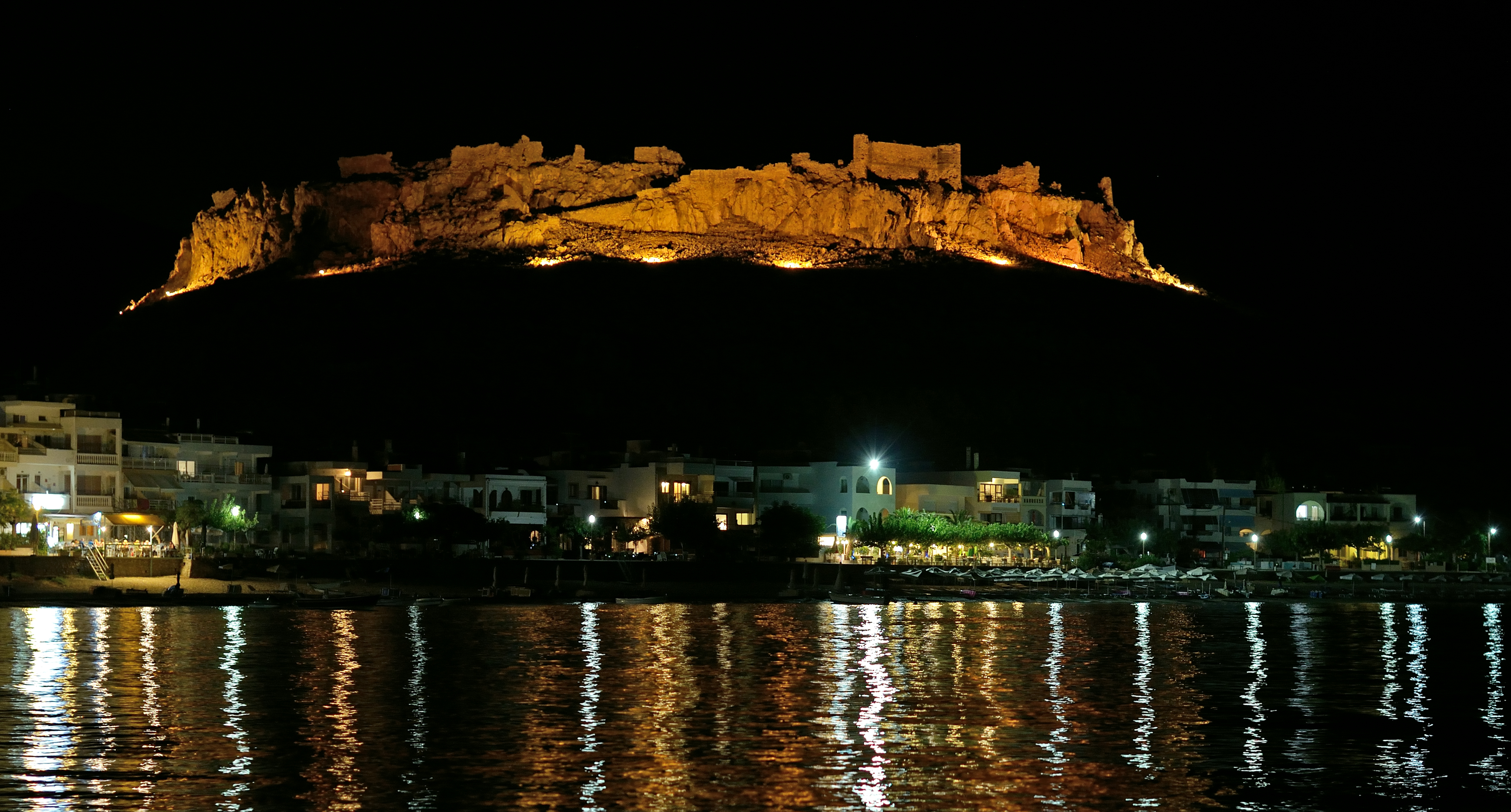
Фортеця вночі
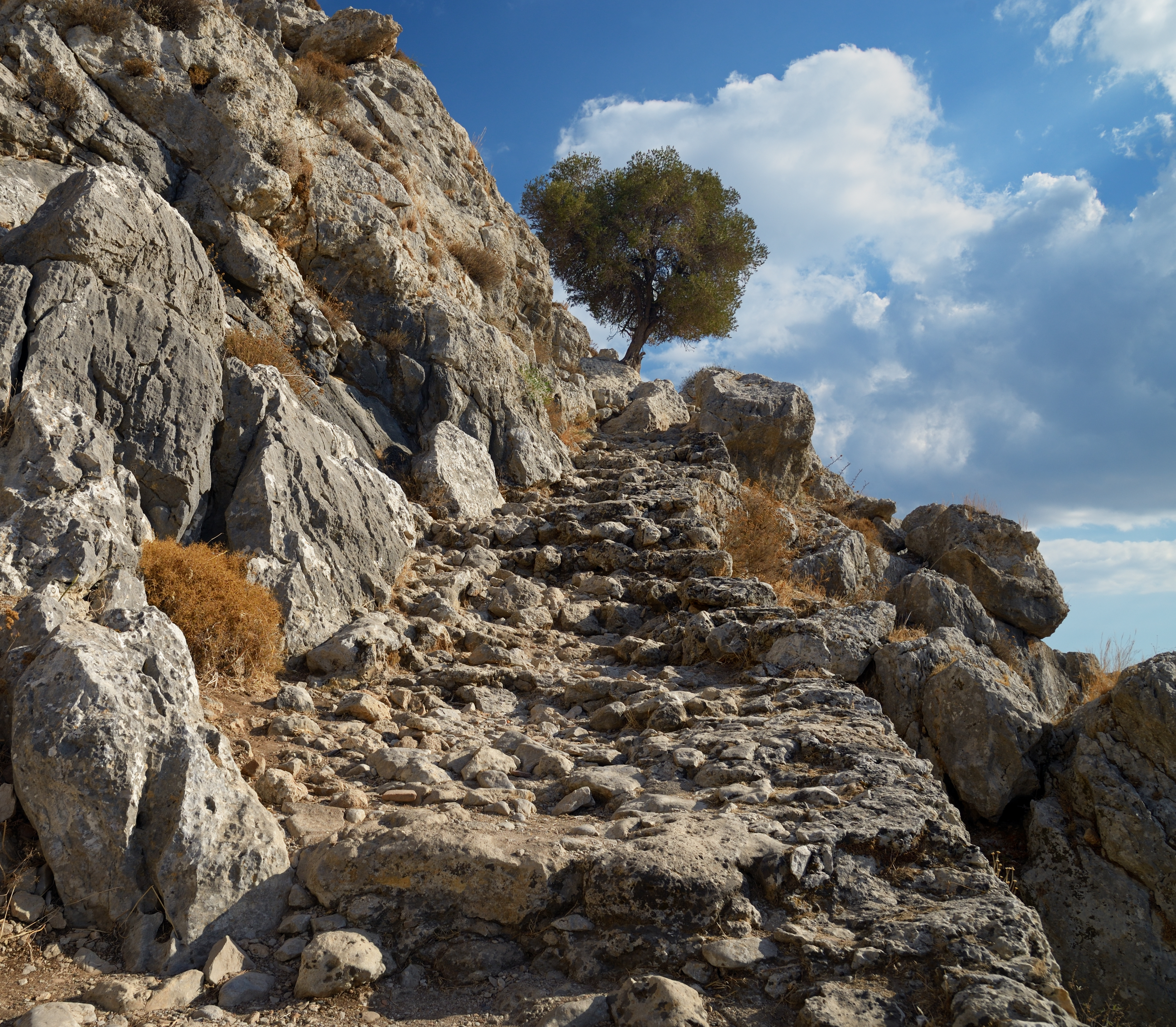
Залишки дороги на фортецю
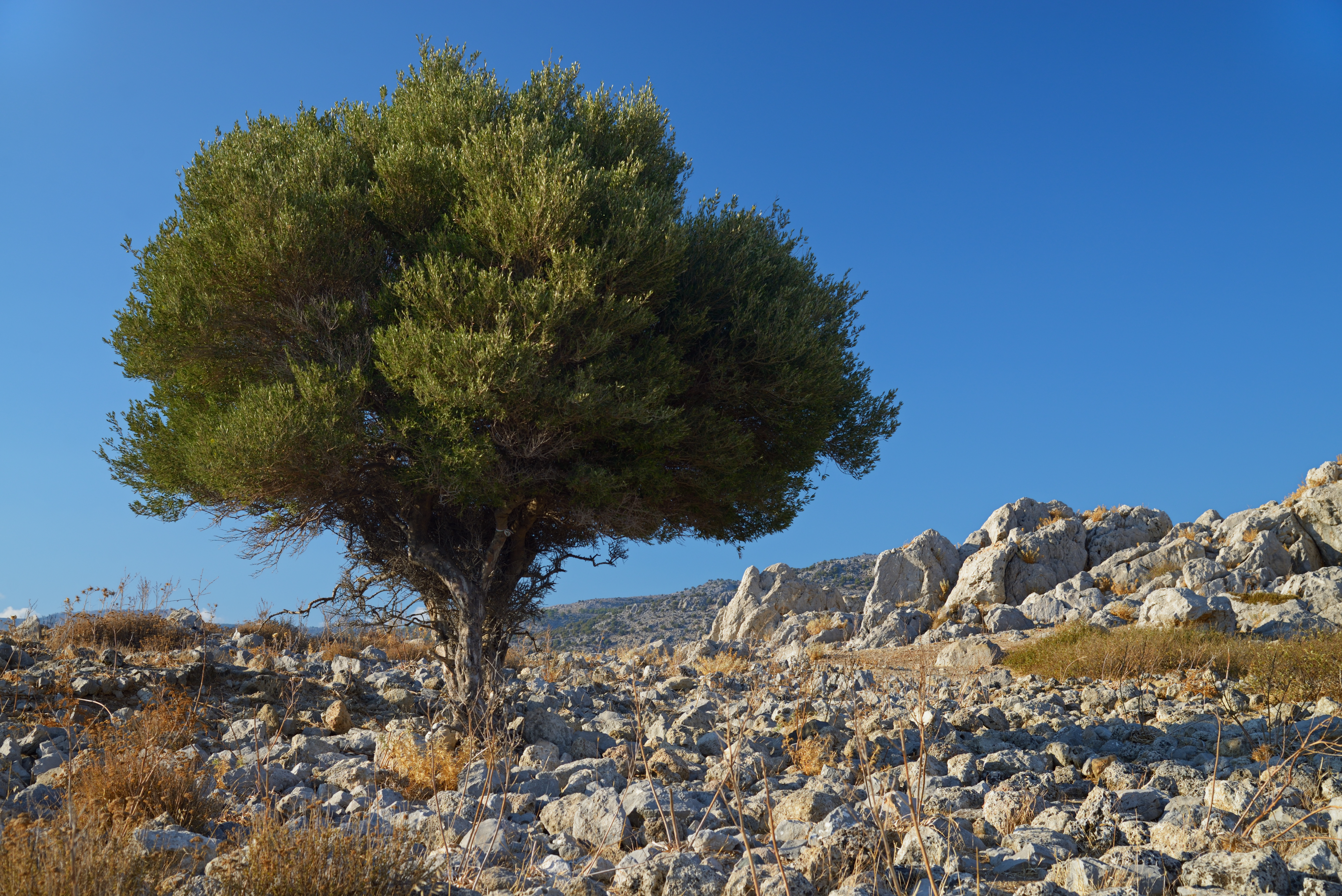
Олива на руїнах фортеці
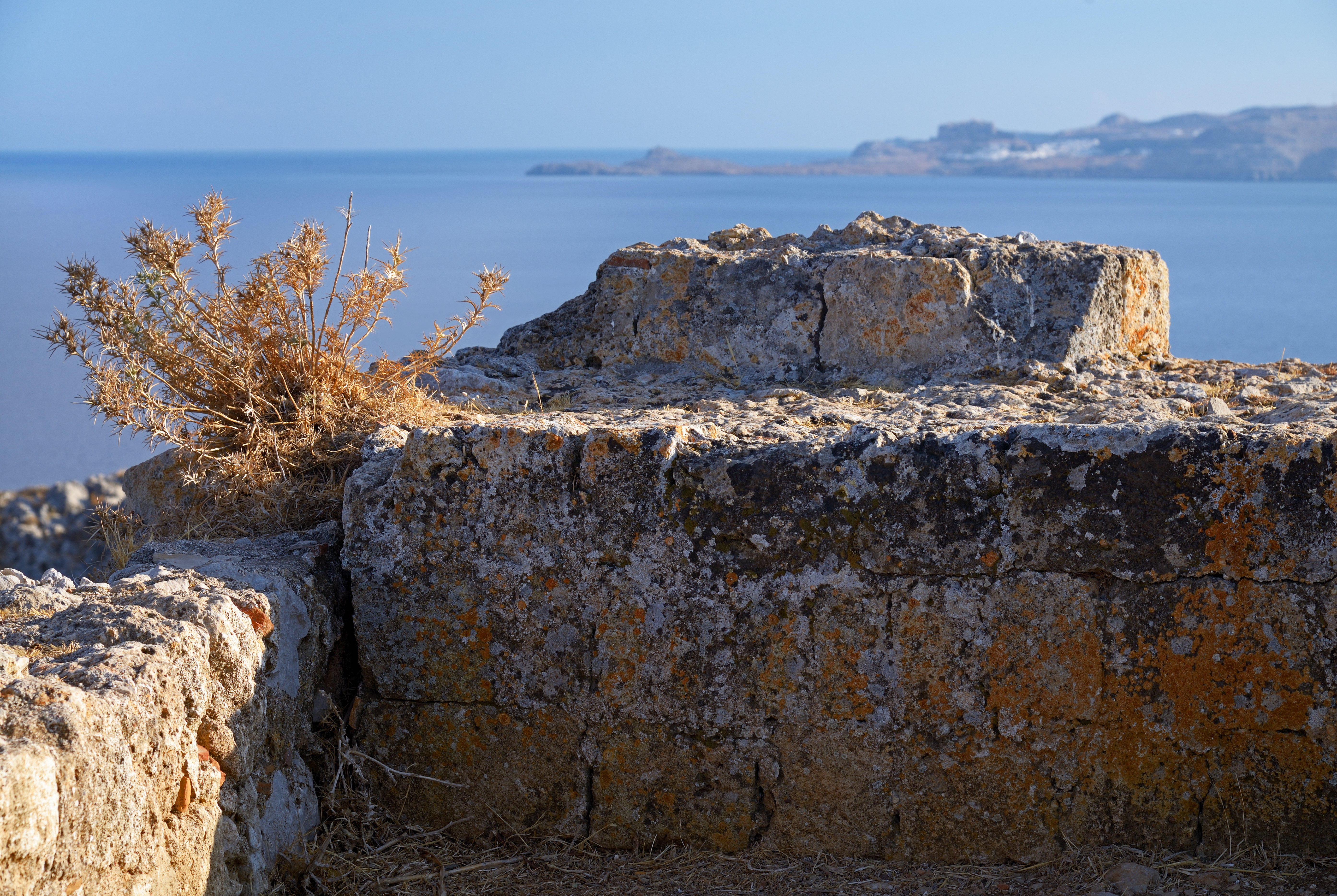
Руїни фортеці і Ліндос на горизонті